# Vidal Sanabria
Vidal Sanabria Acuña (San Lorenzo, 11 aprile 1967) è un ex calciatore paraguaiano.

## Carriera

### Club
Ha giocato prevalentemente per il Club Olimpia di Asunción, con il quale ha vinto diversi titoli nazionali e internazionali, tra cui la Coppa Libertadores 1990.

### Nazionale
Debutta con la nazionale di calcio paraguaiana nel 1989, giocandovi fino al 1996.

## Statistiche

### Cronologia presenze e reti in nazionale
| Cronologia completa delle presenze e delle reti in nazionale ― Paraguay | Cronologia completa delle presenze e delle reti in nazionale ― Paraguay | Cronologia completa delle presenze e delle reti in nazionale ― Paraguay | Cronologia completa delle presenze e delle reti in nazionale ― Paraguay | Cronologia completa delle presenze e delle reti in nazionale ― Paraguay | Cronologia completa delle presenze e delle reti in nazionale ― Paraguay | Cronologia completa delle presenze e delle reti in nazionale ― Paraguay | Cronologia completa delle presenze e delle reti in nazionale ― Paraguay |
| Data                                                                    | Città                                                                   | In casa                                                                 | Risultato                                                               | Ospiti                                                                  | Competizione                                                            | Reti                                                                    | Note                                                                    |
| ----------------------------------------------------------------------- | ----------------------------------------------------------------------- | ----------------------------------------------------------------------- | ----------------------------------------------------------------------- | ----------------------------------------------------------------------- | ----------------------------------------------------------------------- | ----------------------------------------------------------------------- | ----------------------------------------------------------------------- |
| 1-7-1989                                                                | Salvador                                                                | Paraguay                                                                | 5 – 2                                                                   | Perù                                                                    | Coppa America 1989 - 1° turno                                           | -                                                                       | 86’                                                                     |
| 5-7-1989                                                                | Salvador                                                                | Paraguay                                                                | 1 – 0                                                                   | Colombia                                                                | Coppa America 1989 - 1° turno                                           | -                                                                       | 88’                                                                     |
| 9-7-1989                                                                | Rio de Janeiro                                                          | Brasile                                                                 | 2 – 0                                                                   | Paraguay                                                                | Coppa America 1989 - 1° turno                                           | -                                                                       |                                                                         |
| 14-7-1989                                                               | Rio de Janeiro                                                          | Brasile                                                                 | 3 – 0                                                                   | Paraguay                                                                | Coppa America 1989 - 2° turno                                           | -                                                                       | 46’                                                                     |
| 16-7-1989                                                               | Rio de Janeiro                                                          | Argentina                                                               | 0 – 0                                                                   | Paraguay                                                                | Coppa America 1989 - 2° turno                                           | -                                                                       |                                                                         |
| 16-6-1991                                                               | Asunción                                                                | Paraguay                                                                | 0 – 0                                                                   | Bolivia                                                                 | Amichevole                                                              | -                                                                       | ??’                                                                     |
| 6-7-1991                                                                | Santiago del Cile                                                       | Paraguay                                                                | 1 – 0                                                                   | Perù                                                                    | Coppa America 1991 - 1° turno                                           | -                                                                       |                                                                         |
| 10-7-1991                                                               | Santiago del Cile                                                       | Paraguay                                                                | 5 – 0                                                                   | Venezuela                                                               | Coppa America 1991 - 1° turno                                           | 1                                                                       |                                                                         |
| 12-7-1991                                                               | Concepción                                                              | Argentina                                                               | 4 – 1                                                                   | Paraguay                                                                | Coppa America 1991 - 1° turno                                           | -                                                                       |                                                                         |
| 14-7-1991                                                               | Santiago del Cile                                                       | Cile                                                                    | 4 – 0                                                                   | Paraguay                                                                | Coppa America 1991 - 1° turno                                           | -                                                                       |                                                                         |
| 27-5-1993                                                               | Cochabamba                                                              | Bolivia                                                                 | 2 – 1 (5 – 3 dtr)                                                       | Paraguay                                                                | Copa Paz del Chaco 1993                                                 | -                                                                       |                                                                         |
| 10-6-1993                                                               | Città del Messico                                                       | Messico                                                                 | 3 – 1                                                                   | Paraguay                                                                | Amichevole                                                              | -                                                                       | 61’                                                                     |
| 18-6-1993                                                               | Cuenca                                                                  | Paraguay                                                                | 1 – 0                                                                   | Cile                                                                    | Coppa America 1993 - 1º turno                                           | -                                                                       | 79’ 88’                                                                 |
| 26-6-1993                                                               | Quito                                                                   | Ecuador                                                                 | 3 – 0                                                                   | Paraguay                                                                | Coppa America 1993 - Quarti di finale                                   | -                                                                       |                                                                         |
| 15-8-1993                                                               | Asunción                                                                | Paraguay                                                                | 2 – 1                                                                   | Perù                                                                    | Qual. Mondiali 1994                                                     | -                                                                       | 83’                                                                     |
| 29-8-1993                                                               | Buenos Aires                                                            | Argentina                                                               | 0 – 0                                                                   | Paraguay                                                                | Qual. Mondiali 1994                                                     | -                                                                       | 26’                                                                     |
| 5-9-1993                                                                | Lima                                                                    | Perù                                                                    | 2 – 2                                                                   | Paraguay                                                                | Qual. Mondiali 1994                                                     | -                                                                       | 50’ 82’                                                                 |
| 25-6-1996                                                               | Asuncion                                                                | Paraguay                                                                | 1 – 2                                                                   | Armenia                                                                 | Amichevole                                                              | -                                                                       | 60’                                                                     |
| 26-7-1996                                                               | Asuncion                                                                | Paraguay                                                                | 2 – 0                                                                   | Bolivia                                                                 | Amichevole                                                              | -                                                                       |                                                                         |
| 8-8-1996                                                                | Pechino                                                                 | Cina                                                                    | 0 – 2                                                                   | Paraguay                                                                | Amichevole                                                              | -                                                                       |                                                                         |
| 1-9-1996                                                                | Buenos Aires                                                            | Argentina                                                               | 1 – 1                                                                   | Paraguay                                                                | Qual. Mondiali 1998                                                     | -                                                                       | 73’                                                                     |
| Totale                                                                  |                                                                         | Presenze                                                                | 21                                                                      |                                                                         | Reti                                                                    | 1                                                                       |                                                                         |

## Palmarès

### Club

#### Competizioni nazionali
- Campionato paraguaiano: 4

Olimpia: 1988, 1989, 1993, 1995

#### Competizioni internazionali
- Coppa Libertadores: 1

Olimpia: 1990
- Supercoppa Sudamericana: 1

Olimpia: 1990
- Recopa Sudamericana: 1

Olimpia: 1991